# Clube de Gaza
Le Clube de Gaza est un club mozambicain de football basé à Gaza.

## Historique
Le seul trophée majeur du club est une Coupe du Mozambique, remportée en 1991 après une séance de tirs au but face au CD Maxaquene. Cette victoire permet à Gaza de se qualifier pour la Coupe des Coupes 1992, où il se fait sortir dès le premier tour par le club du Swaziland de Denver Sundowns (3-5, 1-1).
La saison suivante, il atteint à nouveau la finale de la Coupe mais perd cette fois-ci face au vainqueur du championnat, CD Costa do Sol, lui permettant de participer à nouveau à la Coupe des Coupes. Lors de l'édition suivante, les Mozambicains sont à nouveau éliminés dès leur entrée en lice par le club lesothan d'Arsenal Maseru (2-2, 1-1). C'est à ce jour la dernière apparition en compétition continentale du club.

## Palmarès
- Coupe du Mozambique :
  - Vainqueur : 1991
  - Finaliste : 1992

- Supercoupe du Mozambique :
  - Vainqueur : 1992